# Championnat de France de rugby à XIII 2008-2009
Navigation
Édition précédente Édition suivante
Le Championnat de France de rugby à XIII 2008-2009 dite Élite 2008-2009 est la 71e édition de la plus importante compétition masculine de rugby à XIII en France. Le calendrier de la compétition s'étend du 11 octobre 2008 au 17 mai 2009, et se nomme officiellement « Élite ».
Organisé sous l'égide de la Fédération française de rugby à XIII, le championnat est composé de dix équipes, à la suite de l'intégration du S.O. Avignon marquant ainsi son retour dans l'Élite après l'avoir quitté en 2002 et des retraits du Toulouse Olympique XIII, parti disputer le Co-operative Championship (antichambre de la Super League), et du R.C. Albigeois, relégué en raison de problèmes financiers. Les équipes disputent une phase de saison régulière dans laquelle chaque équipe s'affronte sur deux rencontres en match aller-retour autour de dix-huit journées auxquelles s'ajoutent deux journées supplémentaires nommées "Extragames" qui consistent à faire disputer tous les matchs d'une même journée le même jour au même endroit (l'une le 14 décembre 2008, la seconde le 21 mars 2009). Cette phase détermine l'ordre des qualifiés pour la phase finale à élimination directe pour se ponctuer par une finale en match unique le 17 mai 2009 au stade Albert-Domec de Carcassonne. Pour les équipes participantes, le championnat est entrecoupé par les matches disputés en Coupe de France. 
Certains joueurs manquent le début de saison avec leurs clubs en raison de leur participation à la Coupe du monde 2008 qui se déroule à partir du 25 octobre au 22 novembre 2008 en Australie. Enfin, un club français, les Dragons Catalans disputant la Super League, est représenté par sa réserve dans ce championnat nommé l'Union Treiziste Catalane.

## Liste des équipes en compétition
| \| SO Avignon AS Carcassonne RC Carpentras FC Lézignan XIII limouxin Lyon-Villeurbanne XIII SM Pia RC Saint-Gaudens Union Treiziste Catalane Villeneuve RL \| Clubs prenant part au Championnat de France de rugby à XIII 2008-2009. |
| SO Avignon AS Carcassonne RC Carpentras FC Lézignan XIII limouxin Lyon-Villeurbanne XIII SM Pia RC Saint-Gaudens Union Treiziste Catalane Villeneuve RL                                                                              |

| Club                     | Dernière montée | Budget 2008-2009 | Classement en 2007-2008 | Entraîneur(s)                   |
| ------------------------ | --------------- | ---------------- | ----------------------- | ------------------------------- |
| S.O. Avignon             | 2008            | 450 000 €        | Promu                   | Florian Chautard Bernard Imbert |
| A.S. Carcassonne         | 2000            | 420 000 €        | Demi-finaliste          | Patrick Albérola                |
| R.C. Carpentras          | 2005            | 330 000 €        | 10e                     | Renaud Guigue                   |
| F.C. Lézignan            | 1992            | 750 000 €        | Champion                | Dominique Espugna James Wynne   |
| XIII Limouxin            | 1995            | 550 000 €        | Demi-finaliste          | Jean-Luc Delarose               |
| Lyon-Villeurbanne XIII   | 2004            | 500 000 €        | 9e                      | Frédéric Zitter                 |
| S.M. Pia                 | 1989            | 650 000 €        | finaliste               | Dean Bosnich                    |
| R.C. Saint-Gaudens       | 1982            | 470 000 €        | Barragiste              | Russell Bussian                 |
| Union Treiziste Catalane | 2001            | 481 000 €        | Barragiste              | Pascal Jampy Bruno Vergès       |
| Villeneuve R.L.          | 1934            | 400 000 €        | 11e                     | David Despin                    |

### Classement de la saison régulière
| Rang | Club                     | J  | V  | N | D  | Pm  | Pe  | Diff | Pts |
| ---- | ------------------------ | -- | -- | - | -- | --- | --- | ---- | --- |
| 1    | XIII Limouxin            | 20 | 15 | 1 | 4  | 641 | 326 | +315 | 51  |
| 2    | S.M. Pia                 | 20 | 13 | 1 | 6  | 734 | 384 | +350 | 47  |
| 3    | F.C. Lézignan            | 20 | 13 | 0 | 7  | 660 | 448 | +212 | 46  |
| 4    | A.S. Carcassonne         | 20 | 14 | 0 | 6  | 589 | 385 | +204 | 45  |
| 5    | R.C. Carpentras          | 20 | 10 | 0 | 10 | 499 | 496 | +3   | 40  |
| 6    | Villeneuve R.L.          | 20 | 10 | 0 | 10 | 495 | 515 | -20  | 40  |
| 7    | Union Treiziste Catalane | 20 | 10 | 0 | 10 | 515 | 506 | +9   | 39  |
| 8    | S.O. Avignon             | 20 | 7  | 1 | 12 | 434 | 559 | -125 | 34  |
| 9    | Lyon-Villeurbanne XIII   | 20 | 3  | 0 | 17 | 265 | 824 | -559 | 26  |
| 10   | R.C. Saint-Gaudens       | 20 | 3  | 1 | 16 | 298 | 687 | -389 | 24  |

|  | Qualifiés pour les demi-finales                      |
|  | Qualifiés pour les barrages d'accès aux demi-finales |

## Phase finale
La phase finale est disputée par les cinq meilleures équipes à l'issue de la saison régulière et se déroule sur un système qui est expérimenté pour la première fois en Élite (au premier tour de la phase finale, le 3e reçoit le 4e (match 1), le 2e reçoit le 5e (match 2), au second tour le 1er reçoit le vainqueur du match 1 (match 3), celui qui gagne se qualifie pour la finale, le vainqueur du match 2 reçoit le vaincu du match 1 (match 4), enfin au troisième tour le vaincu du match 3 affrontera le vainqueur du match 4 pour la seconde place en finale).
|  | Finales de qualification 3 mai 2009 | Finales de qualification 3 mai 2009 | Finales de qualification 3 mai 2009 |  |   | Demi-finales 10 mai 2009 | Demi-finales 10 mai 2009 | Demi-finales 10 mai 2009 |                  |               | Finale préliminaire 17 mai 2009 | Finale préliminaire 17 mai 2009 | Finale préliminaire 17 mai 2009 |               |    | La grande finale 23 mai 2009 | La grande finale 23 mai 2009 | La grande finale 23 mai 2009 |
|  |                                     |                                     |                                     |  |   |                          |                          |                          |                  |               |                                 |                                 |                                 |               |    |                              |                              |                              |
|  |                                     |                                     |                                     |  |   | 1                        | XIII Limouxin            | 18                       |                  |               |                                 |                                 |                                 |               |    |                              |                              |                              |
|  |                                     |                                     |                                     |  |   | 3                        | F.C. Lézignan            | 20                       |                  |               |                                 |                                 |                                 |               |    | 3                            | F.C. Lézignan                | 40                           |
|  | 2                                   | S.M. Pia                            | 12                                  |  |   |                          |                          |                          | 1                | XIII Limouxin | 41                              |                                 | 1                               | XIII Limouxin | 32 |                              |                              |                              |
|  | 3                                   | F.C. Lézignan                       | 50                                  |  |   |                          |                          | 4                        | A.S. Carcassonne | 16            |                                 |                                 |                                 |               |    |                              |                              |                              |
|  |                                     |                                     |                                     |  |   | 2                        | S.M. Pia                 | 18                       |                  |               |                                 |                                 |                                 |               |    |                              |                              |                              |
|  | 4                                   | A.S. Carcassonne                    | 62                                  |  | 4 | A.S. Carcassonne         | 25                       |                          |                  |               |                                 |                                 |                                 |               |    |                              |                              |                              |
|  | 5                                   | R.C. Carpentras                     | 4                                   |  |   |                          |                          |                          |                  |               |                                 |                                 |                                 |               |    |                              |                              |                              |

### Finale - 23 mai 2009
(mt : 20 - 12)
Points marqués :
- Lézignan : 7 essais de Laurent (3e), Wynne (9e), Hession (30e), Taylor (36e), Cologni (48e), Munoz (60e) et Janzac (68e) ; 5 transformations de Wynne (9e) et Munoz (36e, 48e, 60e et 68e) ; 1 pénalité de Munoz (71e) ; 1 carton jaune d'Hession (30e).
- Limoux : 5 essais de Casal (11e), Murcia (22e et 76e) et Ramage (55e et 65e) ; 5 transformations de Ramage (11e, 22e, 55e, 65e et 76e) ; 1 pénalité de Ramage (45e).

Homme du match :
Évolution du score : 4-0, 8-0, 10-0, 10-4, 10-6, 10-10, 10-12, 14-12, 18-12, 20-12, 20-14, 24-14, 26-14, 26-20, 30-20, 32-20, 32-24, 32-26, 36-26, 38-26, 40-26, 40-30, 40-32.
Arbitre : M. David Ségura (Midi-Pyrénées)
Spectateurs : 9 800
Composition des équipes :
- Lézignan : Jared Taylor - Grégory Mazard, Luke Hession, Cédric Bringuier, Olivier Janzac - Aurélien Cologni (o), James Wynne (m) - Adel Fellous, Cédric Lacans, Chris Beattie, Charly Clottes, Philippe Laurent, Thibault Ancely - Ali Brown, Franck Rovira, Yoan Tisseyre, Nicolas Munoz - Entraîneurs : Dominique Espugna-James Wynne
- Limoux : Bastien Almarcha - Hervé Marrot, Mathieu Mayans, Sam Key, Stéphane Selles - Philip Ramage (o), Mickaël Murcia (m) - Aaron Wood, Sylvain Teixido, Arty Shead, Daniel Wagon, Joris Casal, Nicolas Piccolo - Thibault Braconnier, Rémy Bueno, Maxime Hérold, Amar Sabri - Entraîneur : Jean-Luc Delarose